# Bob Haworth
Robert Haworth (26 tháng 6 năm 1897 – 1962) là một cầu thủ bóng đá người Anh được biết nhiều nhất khi thi đấu cho Bolton Wanderers, có hơn 300 lần ra sân ở Football League.  Ông từng thi đấu cho đội bóng  tại Cúp FA ở 1923, 1926 và 1929.